# Mesencèfal

Vista del mesencèfal en 3D (vermell).

Esquema d'una secció del mesencèfal humà.

El mesencèfal és la part superior del tronc de l'encèfal, que comprèn (de la cara ventral a la dorsal) els peduncles cerebrals, el tegment i el tecte.
Connecta entre si la protuberància anular, el cerebel i el diencèfal.

## Estructura
Les regions principals del mesencèfal són el tecte, l'aqüeducte de Silvi, el tegment i els peduncles cerebrals. Rostralment, el mesencèfal es troba al costat del diencèfal (tàlem, hipotàlem, etc.), mentre que caudalment es troba al costat del romboencèfal (protuberància, bulb raquidi i cerebel).

### Tecte
El tecte (en llatí tectum o sostre) és la part del mesencèfal dorsal a l'aqüeducte de Silvi. La posició del tecte es contrasta amb el tegment, que fa referència a la regió davant del sistema ventricular, o terra del mesencèfal.
Està implicat en certs reflexes en resposta a estímuls visuals o auditius. El tracte reticuloespinal, que exerceix un cert control sobre l'alerta, rep l'entrada del tecte, i viatja tant rostralment com caudalment des d'aquest.
Els tubercles quadrigeminats són quatre túmuls, anomenats col·licles, en dos parells (dos de superiors i dos d'inferiors), a la superfície del tecte. Els col·licles superiors processen certa informació visual, ajuden a la decussació de diverses fibres del nervi òptic (algunes fibres romanen ipsilaterals), i estan implicades amb moviments oculars sacàdics.